# Bruinbuikamazilia
De bruinbuikamazilia (Saucerottia castaneiventris synoniem: Amazilia castaneiventris) is een vogel uit de familie Trochilidae (kolibries). Het is een voor uitsterven gevoelige, endemische vogelsoort in Colombia.

## Kenmerken
De vogel is 8,4 cm lang, het is een kleine kolibrie, roodbruin op de buik en staart. Van boven is de vogel donker roodachtig tot glanzend bronskleurig. De keel en borst zijn glanzend groen. De snavel is recht en donker, de ondersnavel iets lichter, bijna roze aan de basis. De vogel heeft witte donsveertjes op de poten.

## Verspreiding en leefgebied
Deze soort is endemisch in droge valleien in noordelijk en Midden-Colombia, maar ook wel in meer vochtige streken in heuvelland en bergachtig gebied tussen de 340 en 2200 m boven zeeniveau. De vogel foerageert op een groot aantal soorten bloemen in struikgewas in bergkloven,maar ook langs wegen. Deze kolibrie wordt ook wel waargenomen in plantages met koffiestruiken en bananen.

## Status
De bruinbuikamazilia heeft een beperkt verspreidingsgebied en daardoor is de kans op uitsterven aanwezig. De grootte van de populatie werd in 2014 door BirdLife International geschat op 10 tot 20 duizend volwassen individuen en de populatie-aantallen nemen af. Het leefgebied wordt aangetast waarbij natuurlijk leefgebied wordt versnipperd en omgezet in gebied voor agrarisch gebruik zoals koffieplantages of suikerrietvelden en weiland. Het tempo waarin dit tussen 2000 en 2012 gebeurt, is lager dan aanvankelijk gedacht. Om deze redenen staat deze soort sinds 2019 niet meer als bedreigd, maar als gevoelig op de Rode Lijst van de IUCN.